# Kišna šuma umjerenih područja
Kišna šuma umjerenog područja je šumski ekosustav obilježen količinom padalina. Razgraničenje prema tropskim kišnim šumama čini istovremeno granica između ta dva tipa klime.

## Definicija
Kišnim šumama smatraju se šume koje koje imaju višegodišnji prosjek padalina iznad 2.000 mm. Ove količine padalina u klimatski umjerenim širinama moguće su jedino na obroncima obalnih planina. Tu u smjeru kopna pušu topliji i vlagom zasićeni morski vjetrovi koji se u susretu s planininama uzdižu, uz put se hlade, vlaga se kondenzira i to rezultira padanjem kiše.
Utjecaj maritimne klime na ovim područjima gdje rastu kišne šume umjerenih područja smanjuje razlike u temperaturama uvjetovane godišnjim dobima, tako da su zime toplije a ljeta hladnija nego na istim zemljopisnim širinama u unutrašnjosti kopna koje je pod utjecajem kontinentalne klime. U ovim područjima ljeti ima i puno magle, koja dodatno šumu održava vlažnom. 

## Pojavnost
Kišne šume ovog tipa mogu nastati na obalama svih kontinenata u područjima umjerenih širina.
Velike površine pokrivene ovim šumama koje obilježavaju krajolik postoje u:
- Sjeverna Amerika: Najpoznatija je temperate rainforest na sjevernoameričkoj pacifičkoj obali između sjeverne Kalifornije (SAD), Britanske Kolumbije (Kanada) i jugoistočnog dijela Aljaske (SAD). Ovdje prevladava crnogorica, a u Kaliforniji raste Sequoia sempervirens, najviša vrsta stabala na Zemlji. Osim toga, ovdje se pojavljuje i jedina kišna šuma dalje od obale, kanadski nacionalni park Mount Revelstoke

- Južna Amerika: kišne šume umjerenih područja ovdje rastu pretežno na čileanskoj pacifičkoj obali - valdivianska kišna šuma. Sastoji se pretežno od Cupressaceae (Čileanski cedar, patagonski čempres) i Nothofagusa.

- Australija i Zapadna Tasmanija: U australskoj državi Victoriji i na zapadnom dijelu Tasmanije, otoka južno od Australije, i danas rastu prostrane kišne šume umjerenih područja. Ovdje pretežu eukaliptusi miješani s monimijama i Nothofagusima.

- Novi Zeland: U ovim šumama prevladavaju stabla iz grupa Nothofagus i Podocarpaceae. Tipično za ove šume je podrast paprati.

- Sjeverna Anatolija i Gruzija: U području Kolhisa u obalnoj šumi pretežu stabla iz porodica Juglandaceae i Ulmaceae.

Manje kišne šume ili njihovi ostaci nalaze se još i:
Iberski poluotok: Ostaci su se zadržali još samo u kanjonima; Norveška: nekoliko kvadratnih kilometara u području Trøndelag još su samo ostaci skandinavskih obalnih šuma; Južna Afrika: istočna obala; Brazil, na visoravnima; Istočna Azija: na jugu Koreje i Kine kišne umjerenih područja dijelom prelaze u tropske kišne šume; na jugu Japana mogu se još naći ostaci prvobitno izraženih kišnih šuma umjerenog područja.

## Ekološki značaj i ugroženost
Vrstama najbogatiji ekosustav umjerenog klimatskog područja upravo su ove šume. Visoka razina biološke raznovrsnosti vidljiva je u životinjskom svijetu naročito kod kukaca i paučnjaka, kako u krošnjama drveća, tako i u gornjem sloju tla. Raznovrsnost biljnih vrsta različita je u raznim velikim područjima.
Blaga klima i visoka vlaga tijekom cijele godine omogućuje veliku brzinu procesa biološke razgradnje. Odumrla stabla i drugo mrtvo drvo, odbačeno lišće i sav drugi odumrli biološki materijal vrlo brzo se razgrađuje, a hranjive tvari biljke vrlo brzo ponovo preuzimaju. Zbog toga su tla u pravilu siromašna hranjivim tvarima. 
Tamo gdje još postoje velike povezane površine ovih šuma nedirnute ljudskim utjecajem, one često služe kao područja na koja se povlače vrste koje su drugdje ugrožene ili protjerane.
U nekim područjima kišnih šuma umjerenog područja postoje i vrste koje su se prilagodile upravo tom okolišu. Poznati primjer je Strix occidentalis, jedna vrsta sjevernoameričkog ćuka, koga su tijekom 1990-ih izabrali za simbol borbe za zaštitu zadnjih povezanih velikih područja temperate rainforest na sjeverozapadnoj obali Sjeverne Amerike.
U puno područja su ove šume ugrožene šumarstvom. Na velikim površinama ovih prašuma često rastu naročito veliki primjerci nekih vrsta stabala, koji su vrlo skupocjeni. 
Posebno u Sjevernoj Americi uobičajeni oblik korištenja je defrostacija koja uništava čitav ekosustav. Čak kad se ponovno pošumljavanje provede prema svim pravilima struke i uspije, ozbiljna gospodarska korist na ovom tlu s malo hranjivih tvari nije moguća. Zbog toga se u novije vrijeme usprkos većim troškovima provodi izvlačenje pojedinačnih stabala (često uz pomoć helikoptera), što u velikoj mjeri čuva ukupni sustav.
Krajem prošlog stoljeća na sjeverozapadu sjevernoameričkog kontinenta stavljene su pod zaštitu velike površine kišnih šuma umjerenog područja. Na drugim područjima je ograničeno korištenje, no još uvijek je dozvoljena potpuna defrostacija velikih područja.  